# Hrazany
Hrazany település Csehországban, Píseki járásban. Hrazany Chyšky, Hrejkovice, Kovářov, Milevsko és Petrovice településekkel határos. Lakosainak száma 286 fő (2024. január 1.).

## Népesség
A település lakosságának változását az alábbi diagram mutatja:
| Lakosok száma | 689  | 636  | 554  | 410  | 372  | 275  | 272  | 282  | 284  | 286  |
|               | 1869 | 1890 | 1921 | 1950 | 1980 | 2001 | 2017 | 2019 | 2022 | 2024 |